# Provincia de Souk Ahras
Souk Ahras (en árabe: ولاية سوق أهراس ) es una provincia de Argelia.
En tiempos de Roma fue conocida como Thagaste o Tagaste y estuvo habitada por los bereberes. Fue el lugar de nacimiento de San Agustín y uno de los lugares donde este importante personaje histórico vivió y estudió.
Su capital es la ciudad de Souk Ahras, otras ciudades de esta provincia son Sedrata y Khemissa.

## Municipios con población en abril de 2008
- Aïn Soltane 3,091
- Aïn Zana 7,499
- Bir Bou Haouch 6,380
- Dréa 6,408
- Hanancha 15,790
- Heddada 7,351
- Khedara 8,329
- Khemissa 3,517
- M'Daourouch 41,343
- Mechroha 21,802
- Merahna 13,319
- Oued Keberit 4,992
- Ouillen 6,544
- Ouled Driss 11,303
- Ouled Moumen 4,682
- Oum El Adhaim 8,539
- Ragouba 5,160
- Safel El Ouiden 2,731
- Sedrata 53,218
- Sidi Fredj 7,497
- Souk Ahras 155,259
- Taoura 18,933
- Terraguelt 4,376
- Tiffech 6,037
- Zaarouria 11,234
- Zouabi 2,792